# Китайски календар
Китайският календар е система за летоброене, съставена от три основни цикъла – десетичен, дванадесетичен и шестдесетичен.

## Описание

### Десетичен цикъл
Изобразява се с 10 логограми, които нямат лексикални значения.
| 1 – дзя | 6 – дзи   |
| 2 – и   | 7 – гън   |
| 3 – бин | 8 – син   |
| 4 – дин | 9 – жън   |
| 5 – у   | 10 – гуей |

### Дванадесетичен цикъл
Изобразява се с 12 логограми, които нямат лексикални значения.
| 1 – дзъ | 4 – мао | 7 – у   | 10 – юй  |
| 2 – чоу | 5 – чън | 8 – вей | 11 – сю  |
| 3 – ин  | 6 – съ  | 9 – шън | 12 – хай |

### Шестдесетичен цикъл
Изобразява се с 60 знака. Всеки от тези 60 знака се представя като съчетание от логограма от десетичния цикъл и логограма от дванадесетичния цикъл.
| 1 – дзя-дзъ  | 16 – дзи-мао  | 31 – дзя-у    | 46 – дзи-юй   |
| 2 – и-чоу    | 17 – гън-чън  | 32 – и-вей    | 47 – гън-сю   |
| 3 – бин-ин   | 18 – син-съ   | 33 – бин-шън  | 48 – син-хай  |
| 4 – дин-мао  | 19 – жън-у    | 34 – дин-юй   | 49 – жън-дзъ  |
| 5 – у-чън    | 20 – гуей-вей | 35 – у-сю     | 50 – гуей-чоу |
| 6 – дзи-съ   | 21 – дзя-шън  | 36 – дзи-хай  | 51 – дзя-ин   |
| 7 – гън-у    | 22 – и-юй     | 37 – гън-дзъ  | 52 – и-мао    |
| 8 – син-вей  | 23 – бин-сю   | 38 – син-чоу  | 53 – бин-чън  |
| 9 – жън-шън  | 24 – дин-хай  | 39 – жън-ин   | 54 – дин-съ   |
| 10 – гуей-юй | 25 – у-дзъ    | 40 – гуей-мао | 55 – у-у      |
| 11 – дзя-сю  | 26 – дзи-чоу  | 41 – дзя-чън  | 56 – дзи-вей  |
| 12 – и-хай   | 27 – гън-ин   | 42 – и-съ     | 57 – гън-шън  |
| 13 – бин-дзъ | 28 – син-мао  | 43 – бин-у    | 58 – син-юй   |
| 14 – дин-чоу | 29 – жън-чън  | 44 – дин-вей  | 59 – жън-сю   |
| 15 – у-ин    | 30 – гуей-съ  | 45 – у-шън    | 60 – гуей-хай |

Шестдесетичният цикъл се дели на шест декади от по 10 дни наричани сюн. Десетте знака се наричали ган (стволове), дванадесетте знака – дзи (клонки).
В началото на 5 век пр.н.е. възниква и теорията у син – за наличието на пет първични елемента (стихии), от които е изграден света. Десетте знака били свързани и с тази теория. Нечетни знаци от десетичния цикъл били свързани с Ян (мъжкото начало), а четните знаци – с Ин (женското начало). Ето и как са били разпределени:
| Стихия       | Знаци Ян | Знаци Ин  |
| Му „дърво“   | 1 – дзя  | 2 – и     |
| Хуо „огън“   | 3 – бин  | 4 – дин   |
| Ту „земя“    | 5 – у    | 6 – дзи   |
| Дзин „метал“ | 7 – гън  | 8 – син   |
| Шуей „вода“  | 9 – жън  | 10 – гуей |

Шестдесетичнният цикъл се използвал за означаване на дните и затова китайците го наричали и шестдесетдневен цикъл. Най-ранните сведения за използването му се отнасят към 13 век пр.н.е. В периода 2 век пр.н.е. – 2 век започнали да наричат десетте знака „небесни стволове“, а дванадесетте – „земни клонки“. Редица учени допускат, че стволовете са създадени за означаване на дните, а клонките – на месеците.
През 1 век китайският шесдесетичен календар все още се е използвал за означаване на дните. Именно тогава е бил приспособен и за означаване на годините, а през 2 век вече е бил употребяван. Към всеки цикличен знак (земен клон) са били прибавени и имена на животни. Дванандесетте имена на животни били свързани с дванадесетте названия на знаците от дванадесетичия цикъл и техните имена започнали да се използват за означаване на годините. По този нзчин 60-дневният цикличен календар започнал да се използва и като 60-годишен.
| 1 – дзъ = шу (плъх)    | 7 – у = ма (кон)        |
| 2 – чоу = ню (вол)     | 8 – уей = ян (коза)     |
| 3 – ин = ху (тигър)    | 9 – шън = хоу (маймуна) |
| 4 – мао = ту (заек)    | 10 – юй = дзи (петел)   |
| 5 – чън = лун (дракон) | 11 – сю = гоу (куче)    |
| 6 – съ = шъ (змия)     | 12 – хай = джу (глиган) |

Всяка поредна година от 60-годишния цикъл, освен предишното си название – съчетание от знак на десетичен и знак на дванадестичен цикъл, получила и допълнително означение – съответната година на животното:
| 1 – дзя-дзъ = шу (плъх)      | 31 – дзя-у = ма (кон)        |
| 2 – и-чоу = ню (вол)         | 32 – и-вей = ян (коза)       |
| 3 – бин-ин = ху (тигър)      | 33 – бин-шън = хоу (маймуна) |
| 4 – дин-мао = ту (заек)      | 34 – дин-юй = дзи (петел)    |
| 5 – у-чън = лун (дракон)     | 35 – у-сю = гоу (куче)       |
| 6 – дзи-съ = съ (змия)       | 36 – дзи-хай = джу (глиган)  |
| 7 – гън-у = ма (кон)         | 37 – гън-дзъ = шу (плъх)     |
| 8 – син-вей = ян (коза)      | 38 – син-чоу = ню (вол)      |
| 9 – жън-шън = хоу (маймуна)  | 39 – жън-ин = ху (тигър)     |
| 10 – гуей-юй = дзи (петел)   | 40 – гуей-мао = ту (заек)    |
| 11 – дзя-сю = гоу (куче)     | 41 – дзя-чън = лун (дракон)  |
| 12 – и-хай = джу (глиган)    | 42 – и-съ = шъ (змия)        |
| 13 – бин-дзъ = шу (плъх)     | 43 – бин-у = ма (кон)        |
| 14 – дин-чоу = ню (вол)      | 44 – дин-вей = ян (коза)     |
| 15 – у-ин = ху (тигър)       | 45 – у-шън = хоу (маймуна)   |
| 16 – дзи-мао = ту (заек)     | 46 – дзи-юй = дзи (петел)    |
| 17 – гън-чън = лун (дракон)  | 47 – гън-сю = гоу (куче)     |
| 18 – син-съ = ше (змия)      | 48 – син-хай = чжу (глиган)  |
| 19 – жън-у = ма (кон)        | 49 – жън-дзъ = шу (плъх)     |
| 20 – гуей-вей = ян (коза)    | 50 – гуей-чоу = ню (вол)     |
| 21 – дзя-шън = хоу (маймуна) | 51 – дзя-ин = ху (тигър)     |
| 22 – и-юй = дзи (петел)      | 52 – и-мао = ту (заек)       |
| 23 – бин-сю = гоу (куче)     | 53 – бин-чън = лун (дракон)  |
| 24 – дин-хай = джу (глиган)  | 54 – дин-съ = шъ (змия)      |
| 25 – у-дзъ = шу (плъх)       | 55 – у-у= ма (кон)           |
| 26 – дзи-чоу = ню (вол)      | 56 – дзи-вей = ян (коза)     |
| 27 – гън-ин = ху (тигър)     | 57 – гън-шън = хоу (маймуна) |
| 28 – син-мао = ту (заек)     | 58 – син-юй = дзи (петел)    |
| 29 – жън-чън = лун (дракон)  | 59 – жън-сю = гоу (куче)     |
| 30 – гуей-съ = шъ (змия)     | 60 – гуей-хай = джу (глиган) |

Половината от знаците на китайския календар (плъх, тигър, дракон, кон, маймуна, куче) са свързани със светлото или мъжкото начало (Ян), другата половина – с тъмното или женското начало (Ин).
Китайският календар има и астрологична основа. Петте основни елемента (стихии) са свързани и с други предмети, качества и явления от различен характер, но от едно и също равнище – планети, цветове, вкусови усещания, вътрешни органи, годишни времена, посоки, добродетели и др. Това е давало възможност петте поредни циклови години от даден цикличен знак или названието на животното, да получават допълнително обозначение, чрез цвета. Например години на коня са точно пет определени години от 60-годишния цикъл. За да бъдат различавани, те се означават с цветове. Въз основа на това се получават и следните връзки:
| Дърво      | Огън    | Земя       | Метал         | Вода     |
| Юпитер     | Марс    | Сатурн     | Венера        | Меркурий |
| зелено     | червено | жълто      | бяло          | черно    |
| кисело     | горчиво | сладко     | люто          | солено   |
| черен дроб | сърце   | далак      | бели дробове  | бъбреци  |
| пролет     | лято    | късно лято | есен          | зима     |
| изток      | юг      | център     | запад         | север    |
| любов      | морал   | истина     | справедливост | мъдрост  |

На тази основа се правят китайските хороскопи. Всичко това показва, че цикличният календар има не само хронологично, но и астрологично значение в живота на хората. В този смисъл китайският календар е свързан с философските и космологичните представи за света.

## Китайски слънчев (сезонен) календар
В Китай през 3 век пр.н.е. започва да се използва и друга разновидност – китайския слънчев (сезонен) календар. При него годината е била разделена на 24 сезона. Разделянето се извършвало в зависимост от положението на Слънцето спрямо еклиптиката. Всеки сезон си имал име и продължавал 15 дни (общо за една година 24×15 = 360 дни).

## Имена на годините
{\displaystyle x{\pmod {12}}=y}, където x е произволна година, а y е една от годините по-долу:
- y = 1 – година на Петела
- y = 2 – година на Кучето
- y = 3 – година на Глигана
- y = 4 – година на Плъха
- y = 5 – година на Вола
- y = 6 – година на Тигъра
- y = 7 – година на Заека
- y = 8 – година на Дракона
- y = 9 – година на Змията
- y = 10 – година на Коня
- y = 11 – година на Козата
- y = 12 – година на Маймуната

Така например за 2021 година ще имаме 2021 (mod 12) = 5 или година на Вола.